# Aniara (opera)
 For alternative betydninger, se Aniara. (Se også artikler, som begynder med Aniara)
Aniara, opera af Karl-Birger Blomdahl, komponeret i 1958, baseret på Harry Martinsons digtning af samme navn. Handlingen udspiller sig i rumskibet Aniara på vej til Mars.
Kilder/henvisninger
- Lexopen